# یواس‌اس چاواشا (ای‌تی‌اف-۱۵۱)
یواس‌اس چاواشا (ای‌تی‌اف-۱۵۱) (به انگلیسی: USS Chawasha (ATF-151)) یک کشتی بود که طول آن ۲۰۵ فوت (۶۲ متر) بود. این کشتی در سال ۱۹۴۴ ساخته شد.